# Dragutin Lojen
Dragutin Lojen, Drago (1919. – 2. siječnja 1999.), hrvatski nogometaš, jugoslavenski reprezentativac. Nastupao za zagrebački HAŠK (1941. – 1945.) i zagrebački Dinamo (1945. – 1948.). Igrao na poziciji braniča. Snažan, izvrsnog udarca, dobro igrao glavom, te hrabar i požtrvovan. Kao branič uglavnom je dobivao dvoboje za loptu. U prvim utakmicama za Dinamo izvodio je jedanaesterce.  Za jugoslavensku reprezentaciju odigrao je tri utakmice 1946. godine. Ozljeda meniskusa zaustavila je njegovu nogometnu karijeru.